# Coronel (Xile)
Coronel és una ciutat de Xile de la regió del Bío-Bío. Amb 116.262 persones, la comuna té una superfície de 279 km² (datació del cens de 2017). Va ser fundada el 1849.